# Leichtathletik-Länderkämpfe mit deutscher Beteiligung 1924
| Einziger Leichtathletik-Länderkampf mit deutscher Beteiligung 1924 | Einziger Leichtathletik-Länderkampf mit deutscher Beteiligung 1924 | Einziger Leichtathletik-Länderkampf mit deutscher Beteiligung 1924 | Einziger Leichtathletik-Länderkampf mit deutscher Beteiligung 1924 |
| ------------------------------------------------------------------ | ------------------------------------------------------------------ | ------------------------------------------------------------------ | ------------------------------------------------------------------ |
|                                                                    |                                                                    |                                                                    |                                                                    |
| Länderkampf GER – SUI                                              |                                                                    |                                                                    |                                                                    |
| Düsseldorf 31. August 1924                                         | Düsseldorf 31. August 1924                                         | 1. GER 2. SUI                                                      | 55 P 81 P                                                          |
| Chronik                                                            |                                                                    |                                                                    |                                                                    |
| ← Länderkämpfe 1923                                                | ← Länderkämpfe 1923                                                | Länderkämpfe 1925 →                                                | Länderkämpfe 1925 →                                                |

1924 gab es einen Leichtathletik-Länderkampf mit deutscher Beteiligung. Es war das Jahr der Olympischen Spiele in Paris. Deutschland war nach dem verlorenen Ersten Weltkrieg zum zweiten Mal in Folge nicht an den Spielen teilnehmen. Umso mehr Bedeutung fiel dem auch in diesem Jahr stattfindenden internationalen Vergleich in der Leichtathletik mit der Schweiz zu. Es war die nun schon vierte Austragung dieses Wettbewerbs, der zum ersten Mal nicht in der Schweizer Stadt Basel stattfand, sondern in Düsseldorf. Die Stadt litt immer noch unter den Nachkriegswirren und der seit 1921 daraus resultierenden Rheinland- und Ruhrbesetzung, die noch bis 1925 andauerte. Dennoch waren den Menschen Kultur und Sport wichtig und so konnte dieser Länderkampf in Düsseldorf stattfinden.
Beteiligt waren in diesen Anfangsjahren nur Männer, die Frauen trugen 1928 ihren ersten Länderkampf aus, dem Jahr, in dem Frauen in der Leichtathletik auch zum ersten Mal an Olympischen Spielen teilnehmen durften. Die beiden Länder bestritten diesen Länderkampf bis einschließlich 1938 mit Ausnahme des Olympiajahres 1936 in jedem der folgenden Jahre.
Nach dem knappen Vorjahrssieg mit nur drei Punkten Vorsprung gewann Deutschland das Treffen diesmal wieder deutlicher. Mit 81 zu 55 (Straf-)Punkten gab es den vierten Erfolg der deutschen Mannschaft. Auch in diesem Jahr blieb dies der einzige Länderkampf mit deutscher Beteiligung. Im kommenden Jahr gab es dann neben dem nun bis einschließlich 1938 alljährlich ausgetragenen Länderkampf mit der Schweiz zum ersten Mal ein zweites internationalen Treffen mit anderen Ländern und in den nachfolgenden Jahren erhöhte sich die Zahl der Länderkämpfe langsam, aber stetig.

## Modus
Die Regeln blieben auch bei diesem vierten Aufeinandertreffen der beiden Länder unverändert. Zwei Athleten traten je Wettbewerb und Nation gegeneinander an – ein Modus, der sich bei Länderkämpfen in späteren Jahren fest etablierte. Gewertet wurde immer noch anders als das später üblich wurde: In den Einzeldisziplinen war die Platzierung identisch mit den vergebenen Punkten. In den beiden Staffeln brachte Platz eins einen Punkt und das Team auf Rang zwei erhielt drei Punkte. Es handelte sich also um ein System von Strafpunkten, aus der die Mannschaft mit der niedrigeren Punktzahl als Sieger hervorging.